# GURPS Fantasy
GURPS Fantasy, escrito por Kirk Tate e Janet Naylor é um cenário de fantasia medieval para o sistema de RPG GURPS, de Steve Jackson. Foi publicado no Brasil pela editora Devir Livraria, em 1992.
A primeira parte do livro apresenta a descrição de um Mundo (Yrth). As regiões, culturas e povos que habitam essa terra. A segunda parte mostra regras para a criação de personagens de outras raças, como elfos, orcs e anões. No final do livro encontramos a descrição de outras criaturas fantásticas, como unicórnios, grifos e dragões.

## Recepção
Jim Bambra revisou  GURPS Fantasy  para   Dragon  revista # 131 (março de 1988). Ele sentiu que o livro apresenta o sistema mágico e o plano de fundo para o mundo da campanha "de uma maneira altamente satisfatória" e que "O melhor de tudo, funciona!" No mundo da campanha, ele comenta: "(...)o mundo de Yrth é facilmente acessível e bem apresentado". Bambra conclui: GURPS Fantasy  é um produto impressionante que merece uma olhada. "
O jogo também foi avaliado em Space Gamer / Fantasy Gamer #81. Sua primeira edição de foi vencedora do prêmio Gamers 'Choice.
Rick Swan revisou  GURPS Fantasy II  para Dragão revista # 198 (outubro de 1993). Swan comenta em sua avaliação: "Eu suspeito que as Leis querem que fiquemos intrigados com o contraste entre os tribos utópicos e as divindades caóticas. Mas nunca fiquei intrigado tanto quanto eu me diverti, talvez porque é difícil se preocupar com uma uma divindade parecida com um alce gigante. As nozes e os parafusos da relação entre as divindades e os membros das tribos permanecem obscuros, uma vez que esse é o cerne do livro, é uma falha significativa. Apesar das possibilidades tentadoras, as Leis cercam suas apostas e nunca perdem. "Gostei de ver algo realmente louco, como uma aldeia de Footless, ou uma guerra de gangues entre o Deus Gopher e o Sr. Moose." As Aventuras nas Terras Loucas "possuem uma premissa requintada, mas poderia usar uma visão mais ousada ".
- GURPS 4e Fantasy foi indicado ao prêmio Origins Award em 1986, na categoria melhor suplemento de RPG[6] e m 2005, na categoria Melhor RPG.[7]